# Scientokratie
Mit Scientokratie (lateinisch scientia ‚Wissen‘, ‚Wissenschaft‘ und altgriechisch κράτος krátos ‚Gewalt‘, ‚Macht‘, ‚Herrschaft‘) wird die politische oder anderweitig gesellschaftlich relevante „Herrschaft der Wissenschaft“ bzw. „Herrschaft der Wissenschaftler“ bezeichnet.

## Wissenschaftliche Grundlagen

### Szientismus
Die These der Scientokratie (auch Szientokratie) ist eine der Varianten des Szientizismus. Danach können menschliche Beziehungen und Gesellschaften ausschließlich nach wissenschaftlichen Kriterien organisiert werden, d. h., auch Ethik kann letztlich wissenschaftlich begründet werden. Darüber hinaus bezieht sich Szientismus auf die Forderung nach einer Anwendung der wissenschaftlichen Methoden für Praktiken in nahezu allen gesellschaftlichen Teilbereichen, insbesondere der Politik.
Als Scientokratie wird im engeren Sinne auch eine Form der Einflussnahme auf Entscheidungen von Regierung oder Verwaltung verstanden, in der alle Handlungen auf wissenschaftlich fundiertem Wissen aufbauen sollen. Wissenschaftler und andere naturwissenschaftlich und technisch fähige Personen ersetzen dabei die politische Meinungsbildung. Im Vordergrund steht die rationale, effektive Planung und Durchführung zielorientierter Vorhaben. Während sich die Aufmerksamkeit ganz auf Mittel und Wege konzentriert, verringert sich die Bedeutung der Parteien, der demokratischen Willensbildung und der politischen Entscheidungsprozesse hinsichtlich der Wahl gesellschaftlicher Ziele.
Peter Strohschneider versteht unter Szientismus, ein ideologisches Syndrom, das sich durch vier Merkmale auszeichnet:
- Faktizismus: Wissenschaft wird nicht als Kommunikationsordnung, sondern als Faktenordnung, die unbedingt objektiv sei, verstanden. Erkenntnisse der Wissenschaftsforschung über sich selbst, wie z. B. der Wissenschaftssoziologie werden vollständig beseitegelassen. Die prinzipielle Reversibilität von Fakten als das wichtigste Merkmal wissenschaftlichen Wissens wird dementiert. Erkenntniskritik als auch Erkenntnisfortschritt kommen nicht vor.
- Einheitswissenschaft: der strukturelle Pluralismus von verschiedenen Disziplinen, Schulen, Forschungsfeldern, Theorien, Methoden und Erkenntnisinteressen erscheinen als eine bloße Form mechanischer Arbeitsteilung und wissenschaftliche Dissense und Kontroversen kommen lediglich als vorübergehende Störung der Einheit der Wissenschaft vor
- Solutionismus: alles wird in das Deutungsschema von Problem und Lösung gebracht und die wissenschaftliche Lösung trotz beachtlicher Alternativen präferiert, wobei eine massive Vereinfachung stattfindet
- Normativismus: aus den Fakten ergeben sich nicht Vorschläge oder Optionen zur Lösung, sondern sind direkte Determinanten des Handels und schaffen eine ›Faktengewalt‹. Gesellschaftliches und politisches Streiten wird ersetzt durch das was ›die‹ Wissenschaft als Lösung empfiehlt

### Abgrenzung von anderen Expertokratien
Die öffentliche Verwendung des Begriffs der Scientokratie im frühen 21. Jahrhundert beschreibt eine Gefahr, eine Annahme oder einen Ausblick auf eine mögliche Entwicklung. Im Gegensatz zur Technokratie, die in der realen Technokratischen Bewegung in den USA der 1920er Jahre ihren Anfang nahm und meist in politischen Krisensituationen reale technokratische Regierungen hervorbrachte, gibt es bis 2020 keinen vergleichbaren Einfluss von Scientokraten als Mitgliedern von Regierungen.
In Anlehnung an Technokraten vermutet man, dass Scientokraten ihre Thesen auf der Annahme bilden würden, dass es keinen ideologischen und ökonomischen Weg gebe, die staatliche Stabilität aufzubauen und somit für das Wohl der Menschen zu sorgen.
Platon forderte bereits in der Antike angesichts der oft ungenügenden Eignung der Herrscher die Führung des Staates durch Philosophen. Obwohl die Philosophie auch eine Wissenschaft ist, fällt die Epistokratie nicht unter den aktuellen Begriff der Scientokratie. Letztere orientiert sich an naturwissenschaftlichen „harten“ Fakten und Erkenntnissen und lehnt eine Beeinflussung der Politik durch moralische, ethische, ideologische, parteiegoistische, philosophische oder andere „weiche“ Beweggründe als unzuverlässig ab.

### Wissenschaftlich-politische Diskussion
- 1996: Erwin Chargaff schrieb: „Was alle gegenwärtigen Naturwissenschaften vereint, ist eine tiefe Verachtung für das, was nicht durch einen undurchdringlichen Panzer fachmännischer Unverständlichkeit geschützt ist. Sie erkennen einander dadurch, daß sie einander nicht verstehen.“[4]
- 1998: Stephan Albrecht: „Für sie [die Proponenten einer nahezu schrankenlosen Forschungsfreiheit] ist der moderne Vertrag der Wissenschaft mit der Gesellschaft so ausgestaltet, daß die Gesellschaft der Wissenschaft alle erforderlichen Ressourcen zur Verfügung stellt und zugleich die Gesellschaft die Generalübernahme von riskanten Folgen des wissenschaftlichen Tuns garantiert. Dieses Schreckensbild einer Scientokratie hat mit demokratischen Vorstellungen etwa soviel gemein wie Fast food mit Slow food. Hier interessiert der Aspekt der Beziehungen zwischen Wissenschaft und Öffentlichkeit. Die Scientokratie ist sozusagen das Paradebeispiel einer hermetischen Öffentlichkeit. Da nämlich nur die Scientokraten wissen, was für die Gesellschaft gut ist, wird in deren geschlossenen Zirkeln festgelegt, wie die Gesellschaft sich weiterentwickeln soll. Der Rest der Gesellschaft befindet sich in einer reaktiven Rolle. Es ist für mich ganz offenkundig, daß derartige Vorstellungen nicht nur nicht demokratisch, sondern auch perspektivlos sind. Allerdings sind sie durchaus verbreitet und werden dadurch politisch relevant, daß sie sich mit wirtschaftlich Mächtigen zu verbinden suchen. Auch das kann man am Beispiel von Biotechnologie und Molekularbiologie studieren.“[5]
- 2017: Bernhard Eitel, Rektor der Universität Heidelberg schrieb: „… in allen Bereichen und Dimensionen unseres Lebens stehen wir vor der Herausforderung, zwischen Sein und Schein, zwischen Tatsache, Irrtum und Lüge unterscheiden zu müssen. In der Wissenschaft ist es fundamentale Aufgabe, den Dingen auf den Grund zu gehen, die Fakten und Erkenntnisse aus einer Fülle scheinbarer Optionen vom Unrichtigen und Falschen zu trennen. Wissenschaft darf jedoch nie die Wahrheit für sich beanspruchen, denn es ist gerade das Wesen der Wissenschaft, das Bestehende immer wieder zu hinterfragen. Auch in Zeiten von ‚alternative facts‘ darf Wissenschaft nicht Politik ersetzen. Solches führte zu Scientokratie, zur Demontage des Wesens der Wissenschaft und der akademischen Freiheit.“[6]
- 2020: Peter  Strohschneider formulierte: „Politischer Streit ist in der Demokratie nicht die Abweichung, sondern der Regelfall, und dafür gibt es – im Rahmen der Verfassung – keine übergeordnete Schlichtungsebene. Nicht einmal die Wissenschaft! Diese nämlich kann (methodisch skeptisch!) sagen, was der Fall ist. Sie kann aber nicht sagen, was alternativlos der Fall sein sollte. Wissenschaft hat kein politisches Mandat, und es fehlt ihr auch nicht. Szientokratisch nenne ich den Anspruch, dass es anstatt der Konkurrenz von Wahrheitsansprüchen nur eine einzige, gewisse und zwar: wissenschaftliche Wahrheit gebe. Aus ihr folge unmittelbar, was zu tun sei, und sie könne daher gesellschaftliche Wertkonflikte und politischen Streit überwinden. Dieser illusorische Anspruch ist gleichermaßen erkenntnis- wie demokratietheoretisch schlecht durchdacht. Und zugleich steckt in jenem Anspruch eine Politik der De-Politisierung. Das Szientokratische schmälert die Bedeutung des Politischen, indem es so tut, als seien seine Konflikte auf einer transpolitischen, eben wissenschaftlichen Ebene entscheidbar. Darin ist die szientokratische Kritik populistischer Anti-Wissenschaft ihrerseits anti-politisch. Sie ist es just dort, wo es im Gegenteil darauf ankäme, politisch zu werden.“[7]

## Mediale Diskussion in den 2020er Jahren
Während der COVID-19-Pandemie 2020 entstand in den Medien zunehmend der Eindruck, dass Wissenschaftler, insbesondere Virologen, die politischen Entscheidungen maßgeblich beeinflussen und das Heft des Handelns in die Hand nehmen könnten. Sie könnten die Deutungshoheit über die Bewertung der Entwicklung erlangen. Nachdem in Deutschland seit März 2020 allgemein akzeptierte massive Kontakteinschränkungen galten, mehrten sich danach die Stimmen, die die Gefahren, die von der Pandemie ausgingen, mit denen abgewogen wissen wollten, die mit dem Stillstand des sozialen Lebens und der Wirtschaft einhergehen würden. Es sei der Weg zu finden, der die geringsten Schäden für die gesamte Gesellschaft bringen würde. Man unterschied im Wesentlichen drei Strategien:
1. Einzelne Gebiete wurden ohne für die Öffentlichkeit erkennbare Vorzeichen von der Pandemie überrascht (z. B. Wuhan, Spanien oder Italien). Hier war die unmittelbare Rettung von akut bedrohtem Leben vorrangig. Eine nachhaltige Strategie konnte erst danach ansetzen.
2. Die inzwischen erkannte Pandemie möglichst eindämmen oder zumindest verlangsamen, um die Krankenhauskapazitäten nicht durch gleichzeitig zu viele schwerst Infizierte zu überlasten (z. B. Deutschland).
3. Die inzwischen erkannte Pandemie „aushungern“, indem man Teile der Bevölkerung sich infizieren lässt, bis deren Durchseuchung und erhoffte Immunität erreicht und eine weitere Ausbreitung nicht mehr möglich sei (z. B. Schweden und USA).

Anerkannte Wissenschaftler vertraten unterschiedliche oder sogar gegensätzliche Ansichten, darunter z. B. Christian Drosten von der Charité Berlin und dagegen Anders Tegnell, Staatsepidemiologe der schwedischen Behörde für öffentliche Gesundheit (Folkhälsomyndigheten) u. v. a. m. Diese Diversität wissenschaftlich begründeter Ansätze zur Bekämpfung der Pandemie offenbart, dass die Wissenschaft forscht und sucht, aber die Politik jetzt und für einen überschaubaren Zeitraum für die Gesellschaft entscheiden muss.
Beispiel der Diskussion:
- April 2020: Christian Bartlau kommentierte eine Talkshow bei Maischberger u. a. mit: „… Maischberger … spart dabei auch die Frage nicht aus, ob allein schon die Debatte um die Maßnahmen die Disziplin der Menschen im Land gefährde. Klare Antwort von Augstein: ‚Dann wären wir eine Scientokratie, wo die Virologen die Herrschaft übernehmen und die Leute weder rausgehen noch sich Gedanken machen dürfen.‘“[8]